# William H. Randall

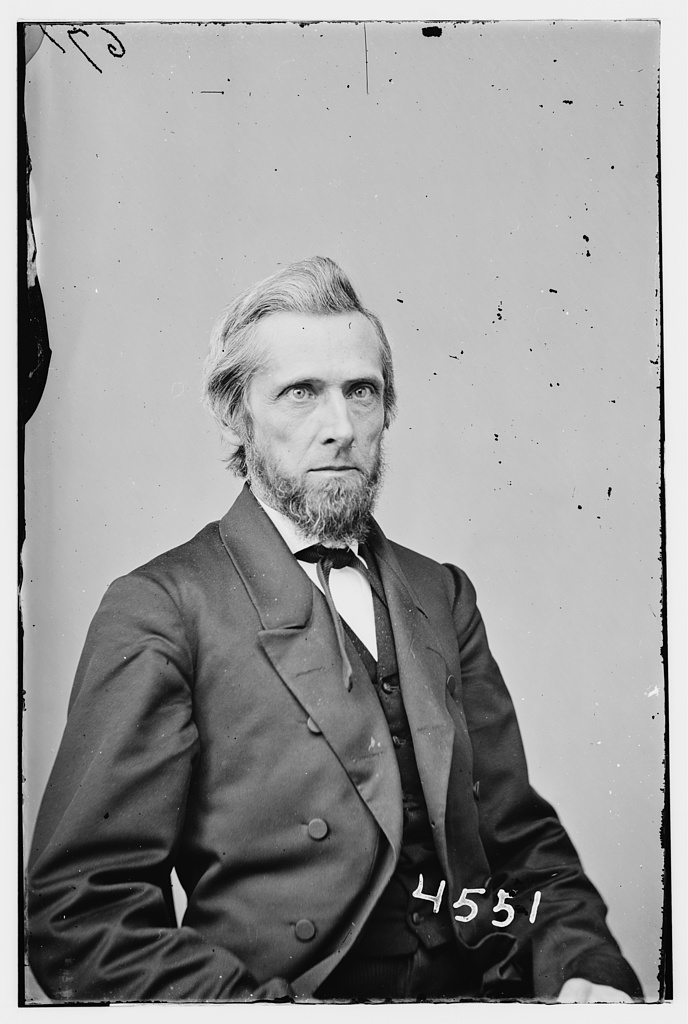
William H. Randall

William Harrison Randall (* 15. Juli 1812 bei Richmond, Kentucky; † 1. August 1881 in London, Kentucky) war ein US-amerikanischer Politiker. Zwischen 1863 und 1867 vertrat er den Bundesstaat Kentucky im US-Repräsentantenhaus.

## Werdegang
William Randall besuchte die öffentlichen Schulen seiner Heimat. Nach einem anschließenden Jurastudium und seiner Zulassung als Rechtsanwalt begann er ab 1835 in London in diesem Beruf zu arbeiten. Zwischen 1836 und 1844 war er Verwaltungsangestellter am Bezirksgericht im Laurel County. Politisch trat Randall erst in den 1860er Jahren während des Bürgerkrieges in Erscheinung. Damals war er Unionist. Bei den Kongresswahlen des Jahres 1862 wurde er im achten Wahlbezirk von Kentucky in das US-Repräsentantenhaus in Washington, D.C. gewählt, wo er am 4. März 1863 die Nachfolge von John J. Crittenden antrat. Nach einer Wiederwahl im Jahr 1864 konnte er bis zum 3. März 1867 zwei Legislaturperioden im Kongress absolvieren. Diese waren von den Ereignissen des Bürgerkrieges und dessen Folgen geprägt.
Zwischen 1870 und 1880 amtierte Randall als Bezirksrichter im 15. Gerichtsbezirk von Kentucky. Er starb am 1. August 1881 in London, wo er auch beigesetzt wurde.